# Ko Lanta Yai

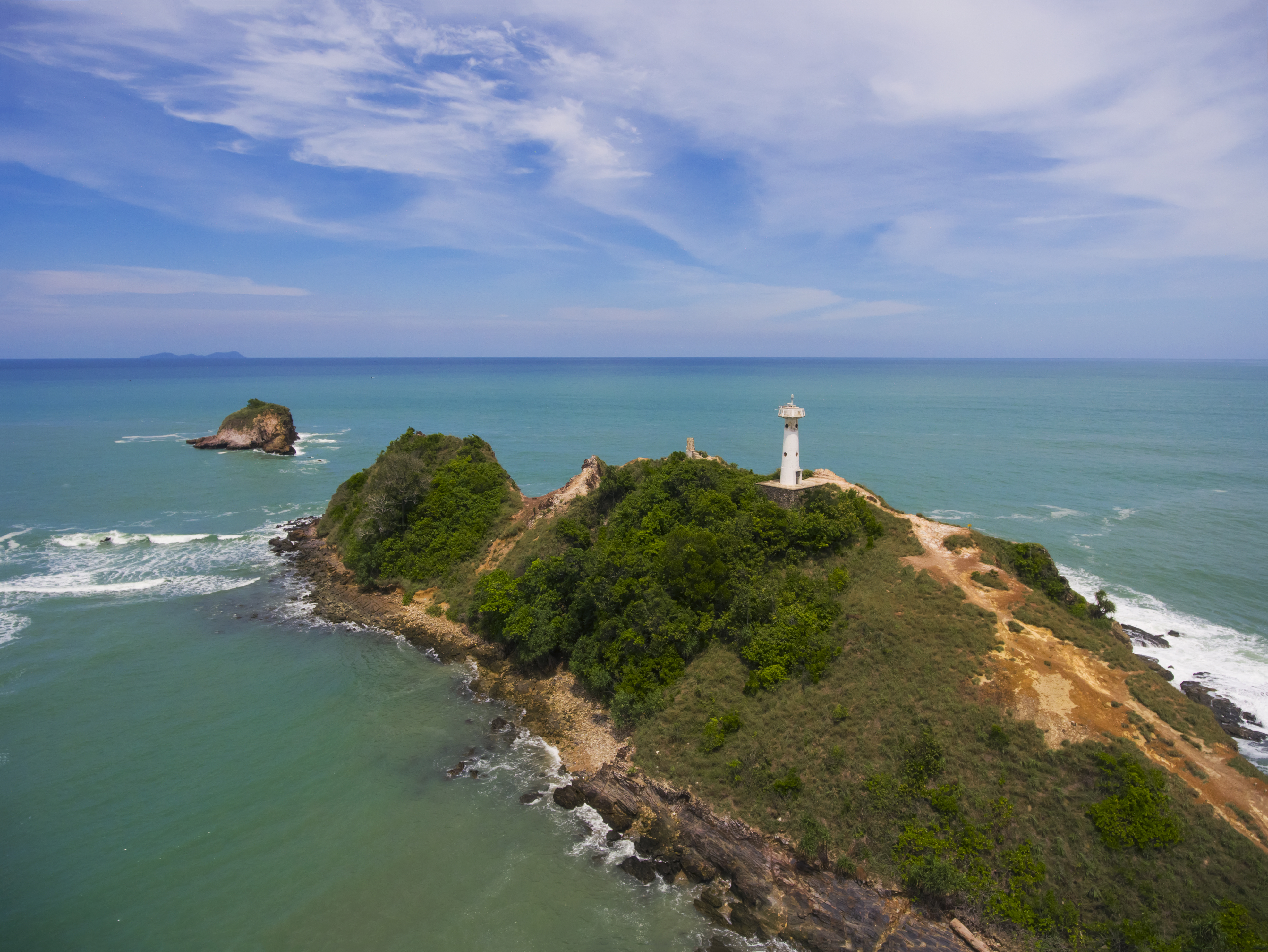
Södra udden av Ko Lanta Yai.

Ko Lanta Yai, thailändska เกาะลันตาใหญ่, är en ö i provinsen Krabi, i Thailand. 

## Geografi
Ko Lanta Yai ligger utanför västkusten i södra Thailand, vid randhavet Andamansjön, mellan Phi Phi-öarna och fastlandet. Ön ligger i Södra Thailand, i provinsen (changwat) Krabi och distriktet (amphoe) Koh Lanta. Tillsammans med grannön Ko Lanta Noi bildar den Ko Lanta-arkipelagen och tillsammans med åtskilliga andra öar i området bildar den Koh Lanta-distriktet.
Ön är 25 kilometer lång och 6 kilometer bred, med en total yta av 81 kvadratkilometer. En liten del av ön ingår i Mu Ko Lantas nationalpark tillsammans med bland annat Ko Klang i vad som 1990 blev Thailands 62:a nationalpark.
Ön har under 2000-talet blivit en alltmer känd turistö, särskilt i Sverige.
2015 byggdes en bro som förenar Ko Lanta Yai med grannön Ko Lanta Noi.
Ban Saladan är huvudort på ön och tillika hamnstad. Den ligger på öns norra udde och har färjetrafik med Krabi, Phuket och Phi Phi-öarna. De stora badstränderna på ön finns på västra sidan, med Klong Dao, Pra-Ae (”långa stranden”) och Klong Khong Beach. Det finns gott om andra, mindre tillgängliga stränder på den södra delen av ön.
Ko Lanta Yai klarade sig ganska väl undan vid Jordbävningen i Indiska oceanen 2004. Vid tsunamin drabbades västra sidan av ön, men skadorna och dödsfall var betydligt färre än i jämförelse med närbelägna Phi Phi-öarna. Elva personer ska ha mist sina liv. Inom några få dagar var affärsverksamheten igång igen.
En stam inom Chao Ley, ett ursprungsfolk som tidvis kallas  "sjözigenare" på grund av sina halvnomadiserande vanor bor på ön. Stammen har bibehållit en hel del av sina uråldriga ceremonier och vanor.

## Klimat
Det tropiska klimatet i Thailand är ett sommarmonsunklimat, med kraftiga monsunregn från maj till oktober och torrtid från oktober till maj. Det är svalast i slutet av regntiden och början på torrtiden. I slutet av torrtiden kan det vara 34–37 grader varmt.